# Egypten vid världsmästerskapen i friidrott 2023
Egypten tävlade vid världsmästerskapen i friidrott 2023 i Budapest i Ungern mellan den 19 och 27 augusti 2023.

## Resultat
Egyptens trupp bestod av sex idrottare.

### Herrar
Teknikgrenar
| Idrottare           | Gren          | Kval    | Kval      | Final            | Final            |
| Idrottare           | Gren          | Distans | Placering | Distans          | Placering        |
| ------------------- | ------------- | ------- | --------- | ---------------- | ---------------- |
| Mohamed Magdi Hamza | Kulstötning   | 20,68   | 14        | Gick inte vidare | Gick inte vidare |
| Mostafa Amr Hassan  | Kulstötning   | 20,81   | 11 q      | 20,17            | 10               |
| Mostafa El Gamel    | Släggkastning | 71,36   | 28        | Gick inte vidare | Gick inte vidare |
| Ihab Abdelrahman    | Spjutkastning | 80,75   | 8 q       | 80,64            | 10               |

### Damer
Teknikgrenar
| Idrottare  | Gren      | Kval    | Kval      | Final            | Final            |
| Idrottare  | Gren      | Distans | Placering | Distans          | Placering        |
| ---------- | --------- | ------- | --------- | ---------------- | ---------------- |
| Esraa Owis | Längdhopp | 6,16    | 32        | Gick inte vidare | Gick inte vidare |